# Freckeisen
Freckeisen est une localité de la commune luxembourgeoise de Waldbillig située dans le canton d'Echternach.